# بنو عید (یمن)
 بنو عید  (در عربی:  بَنو عید )
نام روستایی است در دهستان العَوْد از توابع استان مَحویت در کشور یمن در شبه جزیره عربستان.

## جمعیت
جمعیت آن (۲۰۱ ) نفر (۱۳ خانوار) می‌باشد.